# باري كتشنر
باري كتشنر (بالإنجليزية: Barry Kitchener)‏ هو لاعب كرة قدم بريطاني، ولد في 11 ديسمبر 1947 في داجنهام في المملكة المتحدة، وتوفي في 30 مارس 2012 بسبب سرطان. لعب مع نادي ميلوول.